# 神道六合流

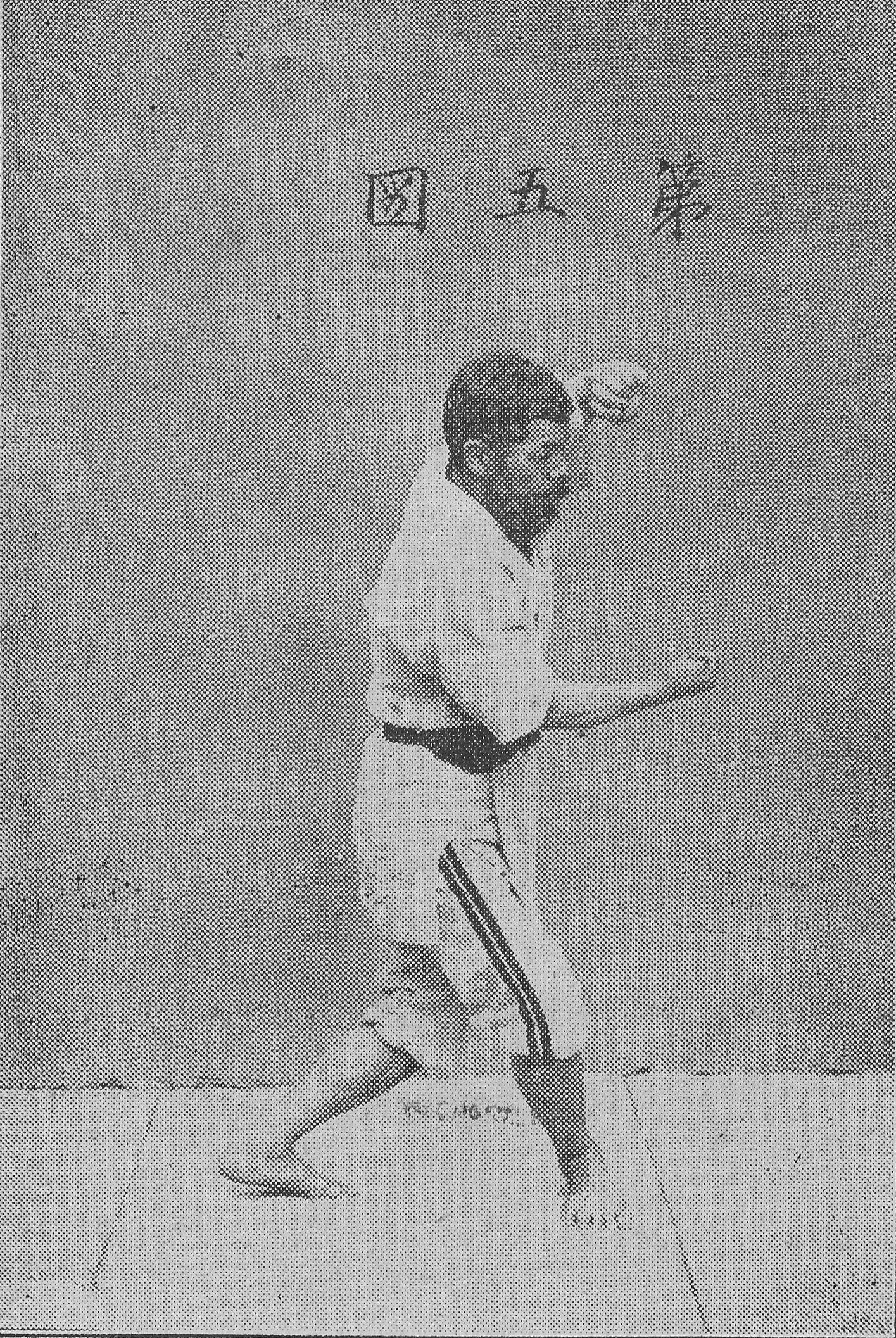
当身

神道六合流（しんどうりくごうりゅう）とは、野口清（一威斎・潜龍軒）が夢想流、無念流、起倒流、楊心流、真蔭流、真之神道流、気楽流を合一し開いた柔術の流派である。

## 歴史

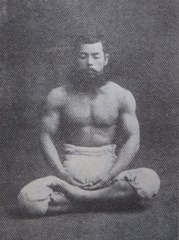
野口潜龍軒の丹田集力法

帝國尚武會の野口潜龍軒（1878-1930）が開いた流派である。
野口は栃木県下都賀郡に伝わっていた夢想流に入門し柔術の手解きを受けた。その後無念流、起倒流、楊心流、真蔭流、真之神道流、気楽流を学んだ。他に神田錦町の吉田千春から天神真楊流も学んでいる。
流名の由来は柔術六流派（夢想流、無念流、起倒流、楊心流、眞蔭流、真之神道流）を合流したことからである。
野口淸は地元の学校を卒業後、1887年（明治20年）に上京し東京柳原英語学校に入り英語を学んだ。また地元で漢学を田中正孝から学んだ。1888年（明治21年）に水戸中学校に入学し、1893年（明治26年）に卒業した。再び東京に出て東京法学院に入り法律学を修めた。この間に柔術や剣術を修行した。1895年（明治28年）に台湾総督府の政務部官に任命され台北市、基隆市等で勤務した。その後中国各地を遊歴して1898年（明治30年）に帰国。同年に野口正八郎と共に栃木県から上京し下谷区に武徳館道場を開いたが、道場経営が振るわず地方の武術普及のため帰郷した。1898年（明治31年）に一種の真理を発見して神道六合流柔術を創始し、茨城県結城町（結城市）に武徳館道場を開き教授を始めた。1900年(明治33年)で門人100余人、1903年（明治36年）2月時点で1400余人、明治36年10月頃には1600余人で各地に数十の支部道場を設けていた。
1903年(明治36年)、柔術が時代に合っていないと考え法律学を研究するため再び上京するが、東京に残っていた野口正八郎に説得され帝国尚武会師範長となった。1906年（明治39年）に日比谷公園で行われた他流試合「艦隊歓迎試合」に出場し準優勝した。
1908年(明治41年)、兄の野口正八郎が清国の官憲（警察機関）に招聘された際に、正八郎の代理で清国に渡り神道六合流を教授した。また日本軍の支援を受け天津租界に天津武術會、中国上海租界に虹口道場を開いた。1908年(明治41年)5月24日に天津租界の北清駐屯軍病院庭内で在留官民有志発起の柔術大会を開催し、飛び入り参加した大兵肥満のフランス軍人モッセルを三回投げた後に絞め落として勝利した。
野口は各国の軍、警察、学校で神道六合流を教授し、最盛期は、欧州や中国、インドに支部があった。また、日本軍の憲兵隊に柔術、捕縄術を教授した。
野口潜龍軒は、整法にも通じ整法を詳細に解説した整法百技詳解を刊行している。また、柔道整復術の公認運動に参加した柔術家の一人でもある。
道場部と併行して通信教育を行い日本全国に広まった。

### 伝承状況
明治時代から大正時代に多くの門人がおり日本各地や海外に支部道場があったが昭和頃に衰退した。戦後も野口清の後を継いいで神道六合流二代目となった永井慶雄や野口清の門人の系統が活動していた。
2025年現在、野口清から神道六合流を学んだ椎木敬文が大正時代に開いた一技道が活動している。
一技道は神道六合流の多くの技、制定基本型や戸塚派楊心流由来の型などを今に伝えている。

## 内容
投棄法、締込法、抑固法、死相鑑識法、活法、殺法、即死即倒術、整骨術からなる。稽古は乱捕と形を行った。
明治時代から大正時代にかけて教授内容に変化がみられる。
初期の神道六合流では乱捕と七流派の形420本を教えていた。
形は後に七流派の技法を折衷し、実地活用に適する形を選抜して基本形55手と表裏撰抜形24手に集約された。その後、基本形と表裏撰抜形から36技の制定基本型に纏められた。
通信教授部開設時に、深井子之吉を招聘したことにより戸塚派楊心流由来の形が加わった。

### 初期の乱捕
初期に教えていた乱捕は、手技8、足技14、腰技8、捨身技12、手締5、足締5、胴締5、首締5、喉締10、抑固法6の78技を教えていた。これを左右に準用し表裏に変化応用して420の技としていた。
また、日本の相撲、中国の体術、ボクシング、レスリングに対する柔術の試合法なども伝えていた。

### 天津武術會の乱捕
明治41年に天津租界で日本人、列強諸国の西洋人、清国の門人に教えていた神道六合流の乱捕の内容である。
後の神道六合流の柔術教授書に見られない技も多く含まれている。
型は後述の神道六合流制定基本型を教えていた。
投技
引落、體落、掬投、帯落、掬落、肩車、掬引、立木添、袖投、後腰、入込掬、頸締裏、背負落（二種）、背負腰（二種）、大腰、跳腰、中心腰、移腰、返腰（二種）、釣腰、掃腰、内股、股掃、外崩、膝車、足掃、内鎌、外鎌、巻込、裏投、蟹捨、横掛
絞技
立絞、後十字、裸絞、添返、飛絞（二種）、垂落、股締、水月落
抑技
腕固、腕挫、小手緘、腕緘、胴殺、七里引、腹挫、背挫、足挫、足緘、胴挫固、浮固、十字固、四方固、前襷、後襷、後固、閂固
裸捕
裸体の乱捕法

### 乱捕技

#### 組方
乱捕を行う際の組み方である。
常体の組方は柔道の自然体と同じもので互いに襟と袖を持つ。
四つの組方は相撲で用いられる組方、柔道の自護体と同じである。
半身の組方は戸塚派楊心流で用いられた組方であり、敵の捕り方に関わらず右半身になり右襟を右手で逆に右横帯を左手で下から持つ。
半身の組方は戸塚派楊心流で使われた鎌と言われる組方であり、戸塚彦介が活躍した時代には各流派と戦う際に必ずこの組方が用いられた。鎌が他流試合に用いられた理由は、敵に向かって半身で組むので自身の体の急所を覆うことができる屈強な姿勢であることに加え、進退が自由自在で敵の体勢を崩すのに最も適していたためである。
深井子之吉によると、この体勢で試合して当身の難に合った者は一人もいなかったとされる。戸塚彦介が編み出した鎌腰という投技は鎌の体勢から崩して足を刈るというものであり神道六合流の教授書に記されている。
組方
常体の組方
四つの組方
半身の組方（鎌）

#### 投技

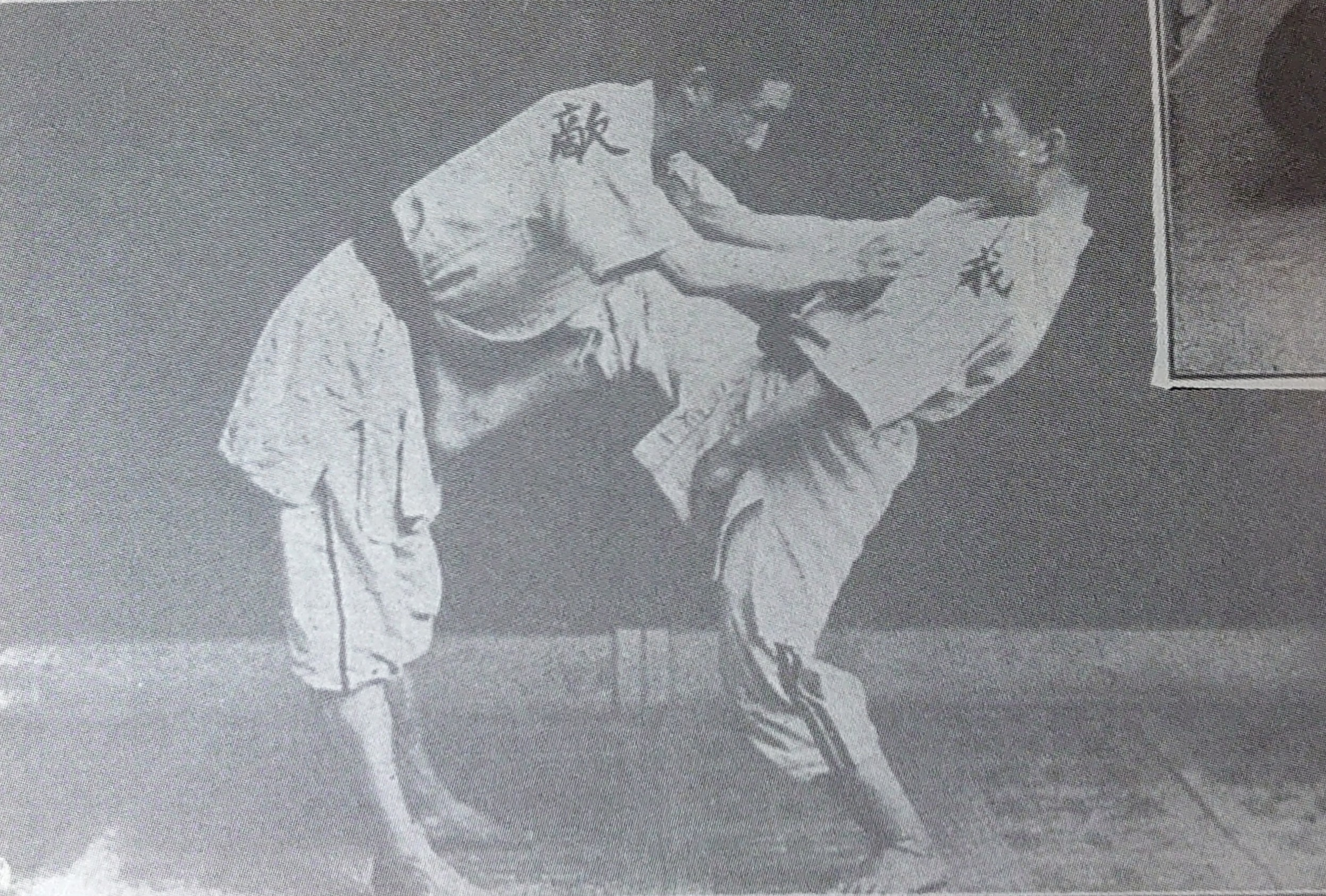
1893年(明治26年)頃に野口清が編み出した潜龍巴

投技は足業、手業、腰業、腰横捨身業、眞捨身業の五種類に分類される。出足掃、體落、巴投を基本に、そこから派生する技を効率よく練習できるように投技を出足掃系統技、體落系統技、巴投系統技に分類し各系統技を順に稽古する練習方法を確立した。これは、既に会得した技と次に学ぶ技との差異が少なくなるように並べているので、技の理を理解しやすく、また動作も移りやすいため上達が非常に速くなるという。
足技の鎌腰は戸塚派楊心流の技とされる。
出足掃系統技
出足掃、支足、燕返、拂足、膝車、送掃、
外鎌、内鎌、横分、横掛、浮技、釣込倒、横落、谷落
裏投、後腰、横車、抱分、帯落、掬投、立木添、蟹捨
體落系統技
體落、浮落、外車、逆鎌、鎌腰、送鎌、胸倒、山嵐、股落、足車
外股拂、内股拂、半腰、大腰、釣腰、浮腰、釣込腰、跳腰、拂腰、移腰
腰車、小車、巻込、肩落、脊負投、脊負腰、脊負落、絹擔
巴投系統技
巴投、本巴、潜龍巴、隅返、俵返、釣落

#### 抑技、締技

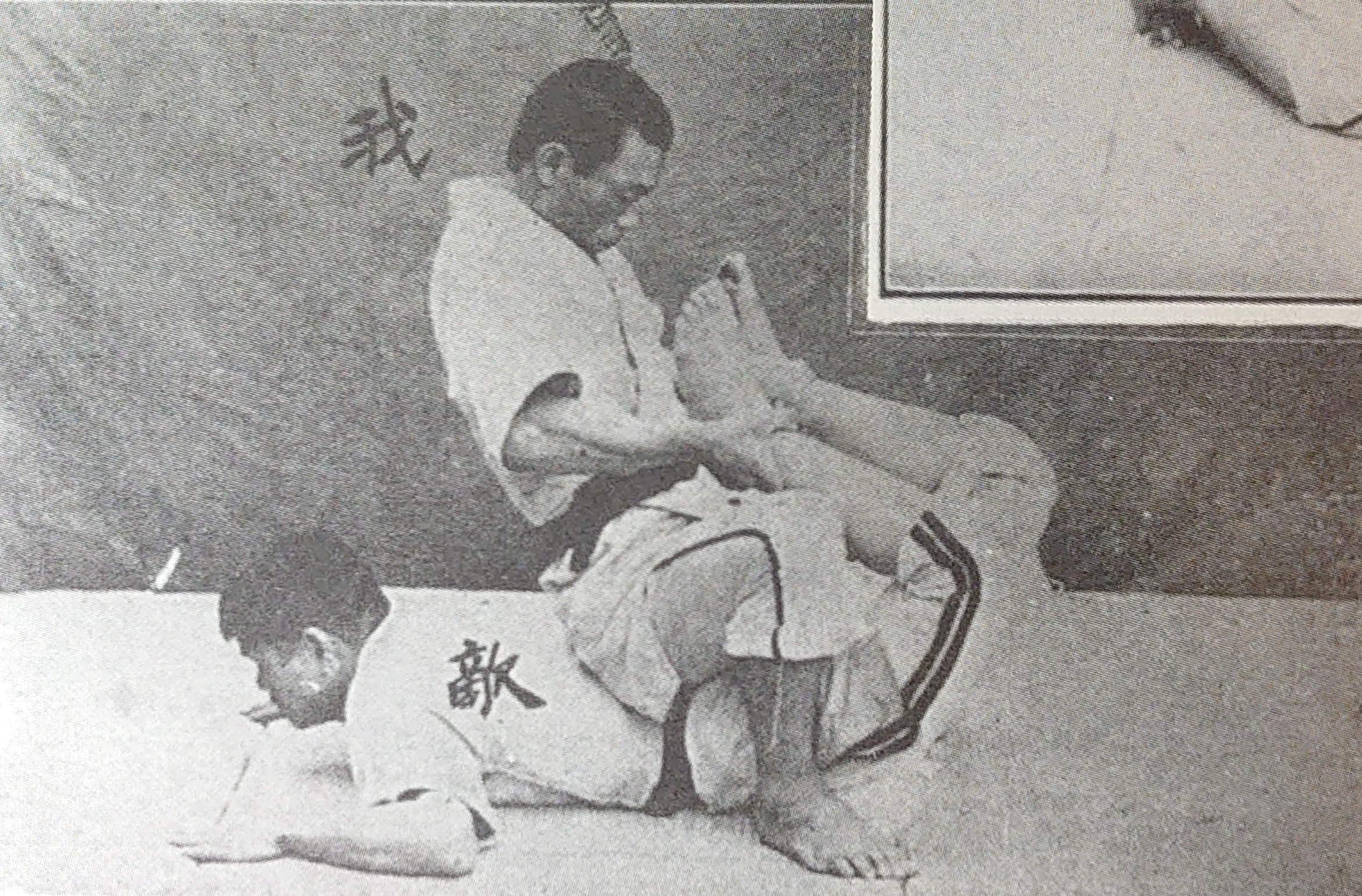
逆エビ固めに似た神道六合流の鯱締(裏締)

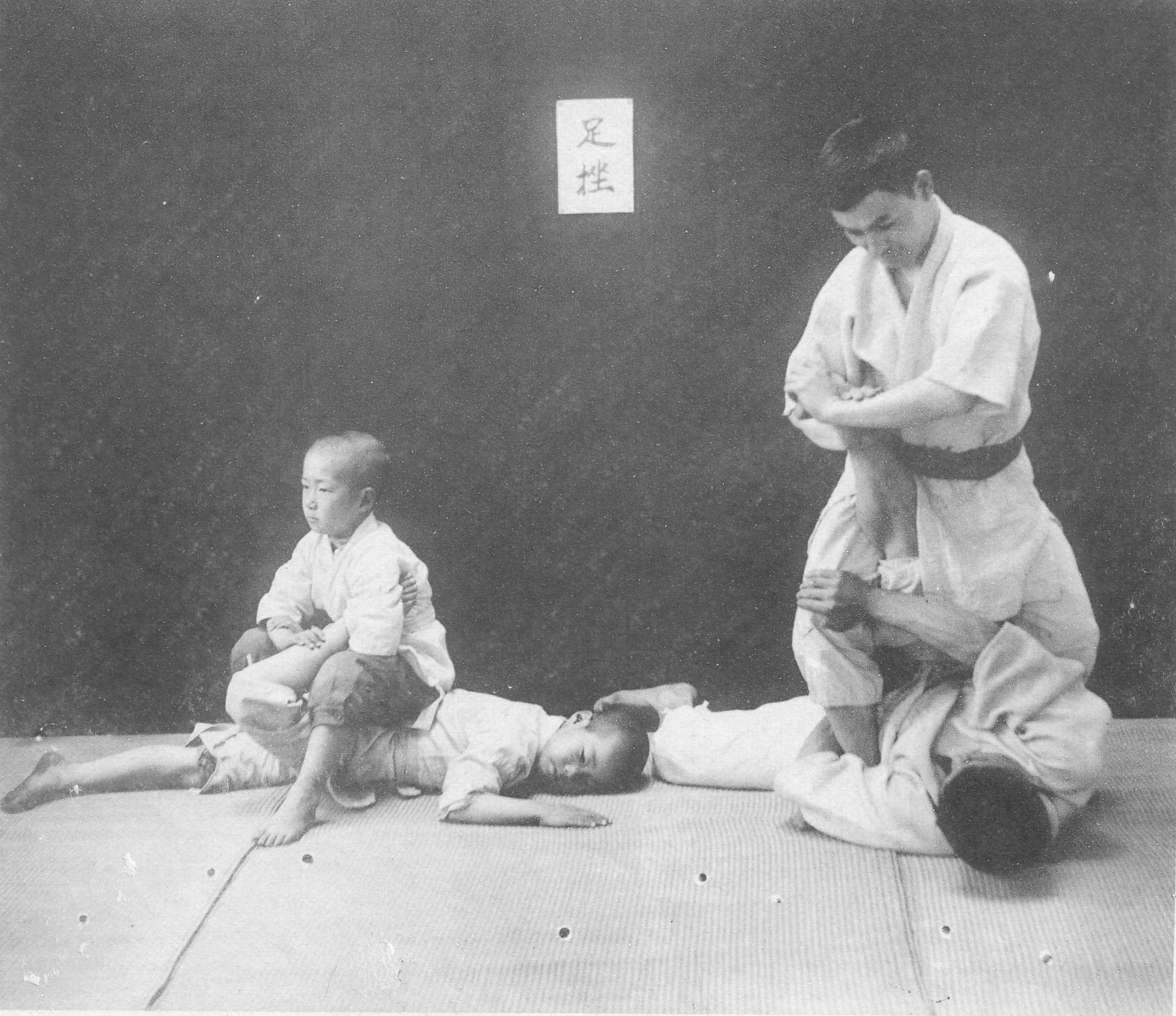
神道六合流足挫の一例

締技には、関節技も含まれる。
抑技
攻法
襷固、逆襷、肩固、浮固、十字固、四方固、崩四方、閂固、後固、假固
喉締技
並十字、逆十字、後十字、襟絞、送襟、腕絞
指絞、握絞、片手絞、裸絞、片羽絞、早絞、垂落
首締技
頸挫、頸締、首絞、抱首、膝絞、首捻
手締技
逆指、小手挫、内小手、外小手、逆小手、腕緘、腕搦
閻魔、腕挫、膝固腕挫、腕固腕挫、腕固腕挫別法、立腕挫
胴締技
胴絞、胴殺、胸落、脊挫、腰挫、海老締
足締技
指詰、足挫、足撚、股絞、鯱締、足緘、足搦

### 当技
急所は即死と即倒に分けられ各急所への攻撃方法が伝えられていた。諸流派の説と自身の経験及び実験から定めたとされる。
当身に用いる部位
握拳、拳固、手刀、肘、足底
頭部、手甲、膝頭
即死の當
天倒、烏兎、両毛、霞、人中、下昆、松風、村雨、肢中、水月
明星、脇陰、月影、稲妻、陰嚢、電光、尾胝、頚中、活殺
即倒の當
膻中、胸尖、尺澤、内踝、甲利、獨古、肘詰
潜龍、早打、後稲妻、夜光、腕馴、草靡
拳法七十二門
拳法基本六法
發止、風水、明正、電光、雙龍、本體
（六法の体勢から右手右足左手左足で前後左右上下の当を練習するので72本ある。）

### 活法
- 序活呼吸法（人口呼吸術）
- 脊活誘動法（誘ヒ活）
- 襟活發心法（脊活）
- 肺活吸氣法（背面活、裏活、總活）
- 總活氣海法（死活、一傳活、上段襟法、気海法）
- 睾活下鐘法（鐘活、陰嚢活）
- 水法吐水法（眞楊總活）
- 縊活静御法（吊活、仰御法、縊死活）

### 整法
人體骨格及骨の名称
関節の解
打撲治療法
挫折脱臼治療法
顎骨脱臼、鎖骨挫折、肋骨挫折、肩脱臼、肘脱臼、腕骨脱臼
指骨脱臼、腰脱臼、膝脱臼、蹠骨脱臼、趾骨脱臼、上膊骨挫折、脛骨挫折
整法要訣
整法薬の製法及用法
蒸薬製法及用法、塗薬製法及用法、附薬の製法及用法
繃帯法
應急救護法

### 形
形には影型（普通の形）と本形（奥の形）の二種類ある。野口によると影形は勝負の形式を知ると共に体育美育を兼ねて柔術の趣味を解する補助とするもので流儀により異なるが、本形は煎じ詰めた基本技を実地勝負的に行い気合心気力一致の法を修練するもので技の名称と配列は流儀にとって一様ではないが技は各流同一に帰するものであるとしている。
初期の神道六合流では、基本形55手と表裏撰抜形24手を本形として影形は一切行わず専ら乱捕を行っていた。

#### 基本形 撰抜形
初期の神道六合流の型。420本あった七流派の型をまとめたものである。
基本形55手、表裏撰抜形24手からなる。
基本形集意　5手
透捕、片胸捕、両胸捕、逆手捕、腰車
基本形初段　10手
仰倒、向締、ノビ擧、襟頭、引倒
行違、投定、引當、腕馴、元返　(鬼之一口)
基本形二段　10手
五分添、一寸添、尺添、三尺間、一里引
七里引、左槌、前二人、後二人、回馬　(天狗倒)
基本形三段　10手
横斬、杖投、捨身投、轉立、尺八取
小鷹返、足據、百人捕、飛逃、刃折、(羽斷)
基本形四段　20手
逆刃突、上巻、棒締、鬼神、荒意志
脇倒、後打、天光、地水、可行
鎗止、石引、玄關、左右投、山割
立木据、角挫、弓厄、鎌四方、竜虎、(咽七五三)
撰抜基本　24手
隙捕、閻魔捕、脊負投、垂落、立木添、胸倒
腰投、頸締、後捕、羽切、襟頭棄、居捕
四車、三尺間、逆手、龍巻、腕馴、鬼轉
抜手捕、逆刃突、野口巴、襷締、胴殺、面摺

#### 制定基本
服装は稽古着に袴を穿ち上から帯を締め股立ちを取り頭に鉢巻を締める。
制定基本は、夢想流、無念流、起倒流、楊心古流、眞蔭流、真之神道流、気楽流の大同を採り小異を捨てて合一したものである。
本来の神道六合流には型が420本あったが全て知る必要はないという考えから活用的な技36本を選抜して教えていた。
この型は乱捕の欠点を補うものであるとされており、初段は乱捕技と同一である。
諸流の最高奥義の粋を抜いたもので、これを修得したならば如何なる流儀の型も学ばずして要点を知ることができるとしている。制定基本は36技であるが、それとは別に裸體捕がある。
制定基本には表、返、裏技を連続で行う「三光無我の位」という練習法がある。
手解
第一、第二、第三、第四、第五、第六
集意
隙捕、閻魔、両胸、逆手、腰車、頸締
初段
浮落、背負投、絹擔、腰投、胸倒、肩落
中段立合
後捕、羽切、廻引、襟頭捨、隅返、横車
中段居捕
向締、仰倒、四車、襷締、龍巻、虎轉
上段
三尺間（立合、居捕）、逆刄突（右勝手、左勝手）
抜手捕（立合、居捕）、返切（直入、轉入）
白刄捕、百人捕

## 深井子之吉が編纂した形
この形は、戸塚派楊心流の大竹森吉の高弟である深井子之吉が戸塚派楊心流を基礎に各流派の大家の説を参考にして戦場実地の経験から編み出したものである。
内容は戸塚派楊心流の形に新たな技を加えたものであり技法数は106手である。
戸塚派楊心流と同名の形はほぼそのまま伝えている。真剣勝負、実地活用の形であるとしている。
初段　起合手解　12手
片襟捕、兩襟捕、片胸捕、兩胸捕、紅葉捕、衣紋崩、帯引、片手捕、兩手捕、諸手捕、添捕、小手返
初段　起合逆手捕　13手
襟捕、車捕、紅葉捕、衣紋崩、帯引、片手捕、両手捕、諸手捕、添捕、小手返、氣捕、突身、山陰
初段　起合逆手投　15手
襟捕、合捕、脛押、引廻、衣紋崩、帯引、小手捌、両手捕、添捕、打込、虎縛、突身、巻込、松葉殺、應太刀
初段　起合　15手
指捕、手車、袖車、腕車、衣紋崩、甲廻、帯車、小裙返、大殺、小廻、伏鹿、巖石、壁副、刀當、心車
中段　行合　18手
小當、小返、紅葉亂、紋所、外掛、内掛、虎走、瀧落、脇山陰、向山陰、後山陰、
劒之位、龍飛前、小膝廻、後返、小車、突身、下り藤
上段　居捕　13手
心之位、無刀別、袖車、膳越、車劔、拔身之目付、
應太刀、釣堅、打込、猿猴、玉霰、小車、龍虎
上段　白刃捕　10手
無心之刀、抜身留、切付、一文字、貫、刀縛、行合、上段、關留、電光
上段　當身　10手
突付、大當、浦風、電光、磯之浪、丸橋、乗身、猛家保、松風、合氣
殺法（当身法）
当てる部位
手刀、蹴足、拳固、握拳
急所
天倒、霞、烏兎、人中、村雨、松風、秘中、膻中、水月、脇陰、月影、稲妻、電光、明星、陰嚢、早打、活殺
活法
止血法
整法

## 神道六合流の関係者
例として一部を記す。
永井尚知
『帝國尚武會制定型圖解』の著者。天神真楊流の柔術家。講道館柔道四段。永武館という道場を開いていた。
永井慶雄
神道六合流二代目。新宿区四谷の人。
鈴木清三（鈴木凌雲）
1905年に出版された『戦捷紀念 日本魂』の著者。号は凌雲斎。初め講道館で柔道を学ぶ。体育会の助教授を数年務めた後、野口の武徳館に入門。神道六合流六段。
須藤繁吉兼清
栃木県出身で初期の門人の一人。明治32年入門。各地の試合に出席して常に勝ちを制し負けたことがなかった。明治34年9月野口の命により気楽流の飯塚と試合して勝つ。同年に目録を得る。日露戦争で戦死。
椎木敬文
茨城県の人。2025年現在も伝わっている一技道を開いたことで知られる。1915年に上京し麻布の清心館で野口から神道六合流を学ぶ。通信教授生ではなく野口清の直門である。神道六合流の他に香取神道流、鹿島新當流、鞍馬流、真蔭流、為我流、講道館柔道(六段)なども学んでいる。
佐藤完實
帝国尚武会宮城支部長を務めた。鈴木監治郎より喜多流を学び初目録を許される。また武田惣角より大東流合気柔術を七年学び秘伝奥義の目録を得て教授代理となった。明治37年に帝国尚武会正会員になり目録免許状を得て宮城県支部長に任命された。同年秋季試合で三段となり、明治38年12月に四段に昇進する。後に六段となる。神道六合流と大東流合気柔術から婦人用の女子護身術（神道一天流）を編み出した。手解8本と基本形5本、初段7本、中段8本、上段10本の計38本からなる。
中野銀郎剣堂
三重県の人で中野流の創始者。稲葉太郎の門人である。大日本武徳会柔道五段。
犬飼健勝（犬飼重雄）
兵庫県神戸市の人。練武館柔道、神変不動流を開く。
田中清太郎顕興
神道六合流を野口清から学ぶ。合気道、植芝盛平の門人。神略兵法神伝合気護身術を開く。
森本義男源信正
徳島県の人。1903年(明治36年)1月30日生まれ。幼少より武術を好み貫心流剣術、柳生一天流柔術の免許を得た。大正初期に上京し四谷区新宿で野口清から神道六合流を学び、1926年(大正15年)阿波郡土成字秋月城趾に森本道場「神刀六合館」、「文武館」を設けた。神道六合流の徳島支部。剣道(教士六段)、居合道(六段)、薙刀(三段)、貫心流、柳生一天流、香取神慮神道流などを修めた。
鴫原伊男治
帝国尚武会福島支部の柔道師範。 福島県安達郡木幡村。安達郡に伝わった真之神道流や天神真楊流を学んだ。帝国尚武会入会時、天神真楊流目録であった。大日本武徳会柔道八段。日本武道医学の中山清と交流があった。
富田兵左衛門
1839年(天保10年)生まれ。茨城県の為我流和、無比流杖術師範。東京の野口清と交流があった。帝国尚武会の正会員であり神道六合流目録免許を受けている。
萩原竹次郎
上州高崎（群馬県高崎市）出身の柔術家。 1869年(明治2年)生まれ。峯岸彌三郎から霞新流を学び22歳で免許を受けた。上京して野口清から神道六合流を学び、明治38年に神道六合流総傳と四段を許された。その後、南多摩鶴川村（東京都町田市）の萩原家を相続した。町田警察署柔道教師嘱託の傍ら帝国尚武会武相支部長を務めた。
草薙三四七信勝
香川県仲多度郡吉野村、無相流新柔術の師範。帝国尚武会香川支部。『戦捷紀念日本魂』の目録免許の姓名録に名前がある。
西牧一雄
岡山県の人。1890年（明治23年）生まれ。神道六合流、不遷流柔術免許皆伝、大日本武徳会柔道四段。不遷流柔術を中藤覺助と田邊又右衛門門人の中杉増太義教から学んだ。また野口清について神道六合流を学び、野口門下の俊足として知られた。不遷流と神道六合流を折衷した神道不遷流を開き、私設の尚武館で指導した。
星彦十郎
宮城県、柳生心眼流師範。
浦野一次
『整法百技詳解』の著者。荒木流の師範。帝国尚武会道場部主任。
黒須春次
神道六合流四段。帝国尚武会道場部主任の浦野一次より荒木流免許皆伝を受ける。帝国尚武会で神道六合流を学びながら講道館柔道にも入門し修行した。後に講道館柔道九段となった。
坂井西雄
福井県鯖江市の人。上京し大学で学問を学ぶ傍ら神道六合流と講道館柔道を修業した。帰郷後、学校、警察、憲兵隊嘱託をうけ進武館を開いた。
秋元文雄
愛媛県今治市の人。帝国尚武会で神道六合流を修行して免許を得た。また大阪の櫻井德三郎から天神真楊流を学んだ。高松壽嗣の門人で九鬼神流を修行している。講道館柔道、大日本武徳会の有段者。
奥山松蔵
山形県米沢市の人。野口清に就いて神道六合流を学んだ。
ブロンクホルスト
ドイツ人のボクサー。日本に来て帝国尚武会に入り柔術を学ぶ。野口正八郎と板垣退助から相撲取になることを薦められた。
岡田熊次郎雲龍軒
野口清の高弟の一人で茨城県から野口に従って上京し神道六合流の支部長を務めた。弥生流を開いた。
小宮弘龍軒
岡田熊次郎と野口清の高弟。

### 関係者
野口正八郎
野口清の兄。剣術家。1872年1月8日(明治5年)に栃木県下都賀郡絹村に生まれる。幼少より父長重から武術教育を受ける。明治30年頃に上京し下谷区に剣術道場を開いていた。明治36年7月に帝国尚武会を設立。
深井子之吉
戸塚派楊心流師範で野口の協力者。大竹森吉の門人。帝国尚武会実習部主任を務めた。『奥秘龍之巻』、『奥秘虎之巻』の著者。

## 神道六合流の教授書

### 教授書の種類
『戦捷紀念 日本魂』（武道宝典）鈴木清三　1905年（明治38年11月3日発行）
甲・乙・丙種科教授書と同内容。
『甲・乙・丙種科教授書』 永井尚知著、野口潜龍軒監修、帝国尚武会、1909年（明治42年5月26日発行）
最初の教授書。三冊一組。　
神道六合流の乱捕、当技、整法、活法、薬法について師と弟子の問答や図を交えて詳細に解説している。
『帝國尚武會制定型圖解』 永井尚知著　1909年(明治42年)
制定基本型を解説した書。
『奥秘龍之巻』　深井子之吉著　野口潜龍軒監修、帝国尚武会　1911年(明治44年4月3日発行)
乱捕を解説したもの。
『奥秘虎之巻』　深井子之吉著　野口潜龍軒監修、帝国尚武会　1911年(明治44年12月25日発行)
形を解説したものである。1914年に特科虎之巻という名称に変更された。
『柔術修業秘法』　野口潜龍軒著　帝国尚武会　1912年(大正元年8月4日発行)
独習法について詳細に解説した書。後に、柔術教授書独習之巻という名称に変更された。
『制定基本詳解』　野口潜龍軒著
帝國尚武會制定型圖解の増補訂正版。
『龍虎之巻』　1913年（大正二年）　（第二、三期）
神道六合流の乱捕技、当技、整法、活法、薬法について書かれている。
『特科虎之巻』　1914年　（第四期）
奥秘虎之巻を増補訂正したものである。
技法についての解説は全く同じであるが、奥義秘伝の項は大幅に増補している。
『柔術教授書独習之巻』　（第一期）
内容は柔術修業秘法と同じである。
『柔術教授書基本之巻』　（第五期）
制定基本詳解と同じ。手解から中段立合まで。
『柔術教授書基本之巻』　（第六期）
制定基本詳解と同じ。中段居捕、上段、裸体捕。